# Charles Corver
 (février 2020).
Charles George Rainier Corver, né le 16 janvier 1936 à Leyde et mort le 10 novembre 2020 à Leidschendam, est un arbitre de football néerlandais. Il est surtout célèbre pour son arbitrage très contesté de la demi-finale de la coupe du monde de 1982 entre la France et la RFA.

## Demi-finale de la coupe du monde de 1982
Le gardien allemand Harald Schumacher avait été l'auteur de plusieurs agressions en première mi-temps non sanctionnées par Corver. 
En début de seconde mi-temps, Schumacher sort au-devant de Patrick Battiston et vient heurter de plein fouet le Français avec sa hanche, le blessant très gravement. Patrick Battiston perd trois dents sur le choc et sort inconscient du terrain.
Ni Corver, ni son assistant Geller, n'interviennent pour sanctionner cette agression. Au lieu de donner un carton rouge à Schumacher et un penalty pour la France, qui auraient été les sanctions les plus appropriées, il siffle la remise en jeu pour la RFA. Cette décision est régulièrement citée comme l'une des pires décisions arbitrales jamais prises. Par ailleurs, son sourire complice avec le gardien allemand à la suite de cette action sème aujourd'hui encore le doute sur sa prétendue neutralité.
Par la suite, alors que les Français mènent 3-1 au cours de la prolongation, M. Corver ne sanctionne pas deux fautes allemandes consécutives, dont un tacle très appuyé de Karl-Heinz Förster sur Alain Giresse, contribuant de ce fait à l'égalisation ultérieure des Allemands. 
Corver a officié lors de deux Coupes du monde (1978 et 1982) et deux championnats d'Europe (1976 et 1980). Il a dirigé la finale de la Coupe d'Europe des clubs champions en 1978 et deux finales de Coupe de l'UEFA (1977-1983). Il a aussi dirigé une finale de Coupe intercontinentale en Argentine, plus de 140 matches internationaux et plus de 600 matches nationaux. Après sa dernière finale en 1983 au Portugal, il a été observateur pour la FIFA, l'UEFA ainsi que pour la KNVB pendant 22 ans et membre du comité de discipline pendant seize ans. Il est devenu ensuite directeur des ventes nationales chez Heineken.